# Frannie (Wyoming)
Frannie ist ein Ort mit dem Status Town in den Countys Big Horn und Park im US-Bundesstaat Wyoming. Das U.S. Census Bureau hat bei der Volkszählung 2020 eine Einwohnerzahl von 145 ermittelt.

## Geografie
Frannie liegt im nördlichen Teil des Bighorn Basin, westlich der Bighorn Mountains und südwestlich der Pyror Mountains im äußersten Norden von Wyoming auf einer Höhe von 1285 m, nur rund 3 km südlich der Staatsgrenze zu Montana. Der Ort liegt am Ufer des Sage Creek, der in südliche Richtung fließt und bei Lovell in den Shoshone River mündet. Frannie liegt 9 km nordnordwestlich von Deaver, 11 km südöstlich von Warren sowie 15 km nordwestlich von Cowley. Durch den Ort führen die hier gebündelt verlaufenden Highways US-310 und WYO-789 im Verlauf von Lovell über Cowley, Deaver und Frannie ins Carbon County in Montana. Der Großteil des Ortes östlich des Highways befindet sich im Big Horn County, ein kleiner Teil westlich der Straße im Park County.

## Geschichte
Benannt wurde der Ort nach der Tochter des frühen Geschäftsmanns Frank Morris. Frannie liegt an der Bahnstrecke der Burlington Railroad von Toluca in Montana bis Cody. Im frühen 20. Jahrhundert betrieb die Chicago, Burlington and Quincy Railroad zudem die Big Horn Railroad, die in Frannie von der Hauptstrecke abzweigte, entlang des Bighorn Rivers durch das Bighorn Basin verlief und vorbei an Cowley nach Lovell und Greybull führte. Der Personenverkehr wurde 1967 eingestellt. Die CB&Q wurde 1970 Teil der Burlington Northern Railroad, die wiederum 1995 in der BNSF Railway aufging. Die durch das Ortsgebiet von Frannie verlaufende Hauptstrecke wird von der BNSF Railway als Casper Subdivision (Douglas/Bridger Jct.–Casper–Laurel) für den Güterverkehr genutzt. In Frannie zweigt eine Nebenstrecke nach Cody ab.

## Demographie
Nach der Volkszählung im Jahr 2020 lebten in Cowley 145 Menschen in 73 Haushalten. Die Bevölkerungsdichte beträgt 126 Einwohner je km². Ethnisch betrachtet setzte sich die Bevölkerung zusammen aus 81,38 % Weißen und 13,1 % mit spanischer oder lateinamerikanischer Abstammung. 11,72 % stammten von zwei oder mehr ethnischen Gruppen ab. Die durchschnittliche Familiengröße lag bei 2,76 Personen. Das Durchschnittsalter betrug 33,5 Jahre.